# Viktorianische Architektur

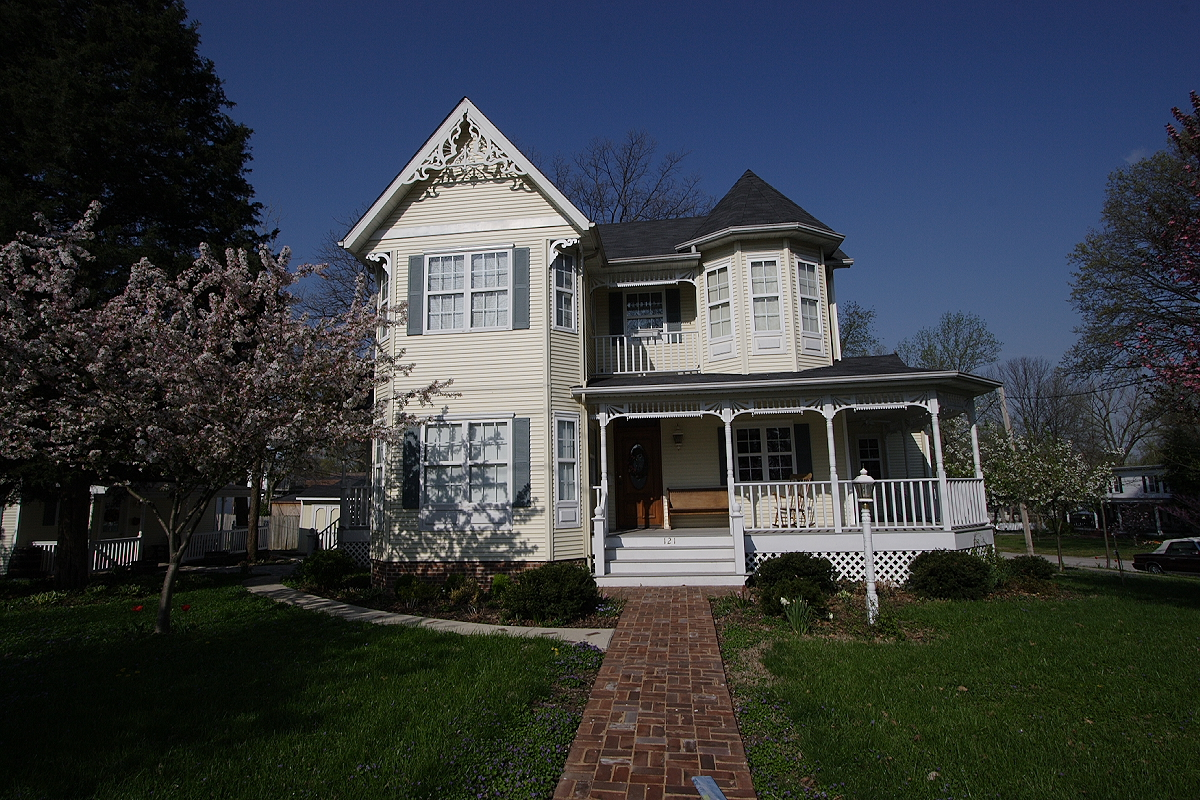
Viktorianisches Haus

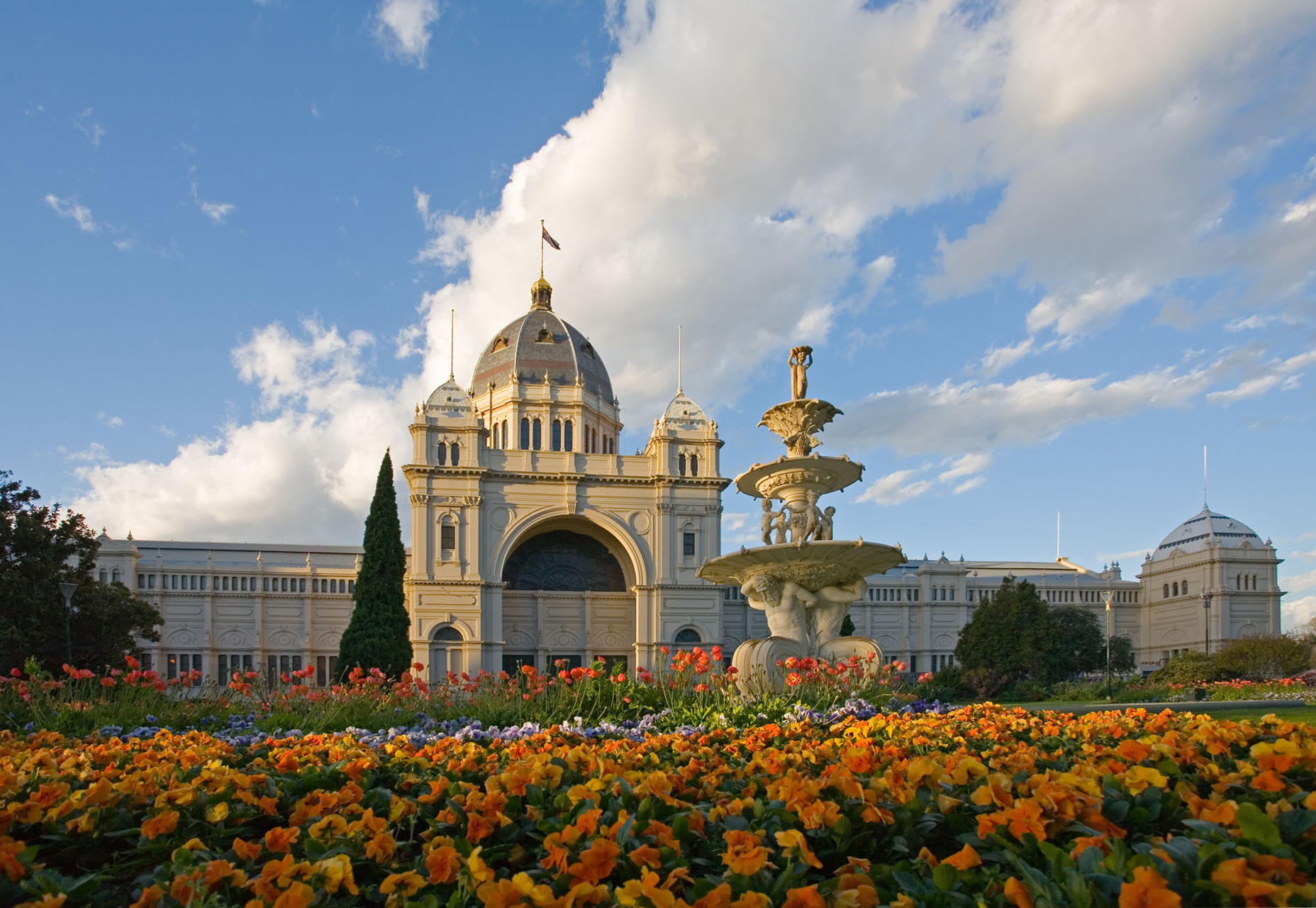
Das Royal Exhibition Building in Melbourne (Australien)

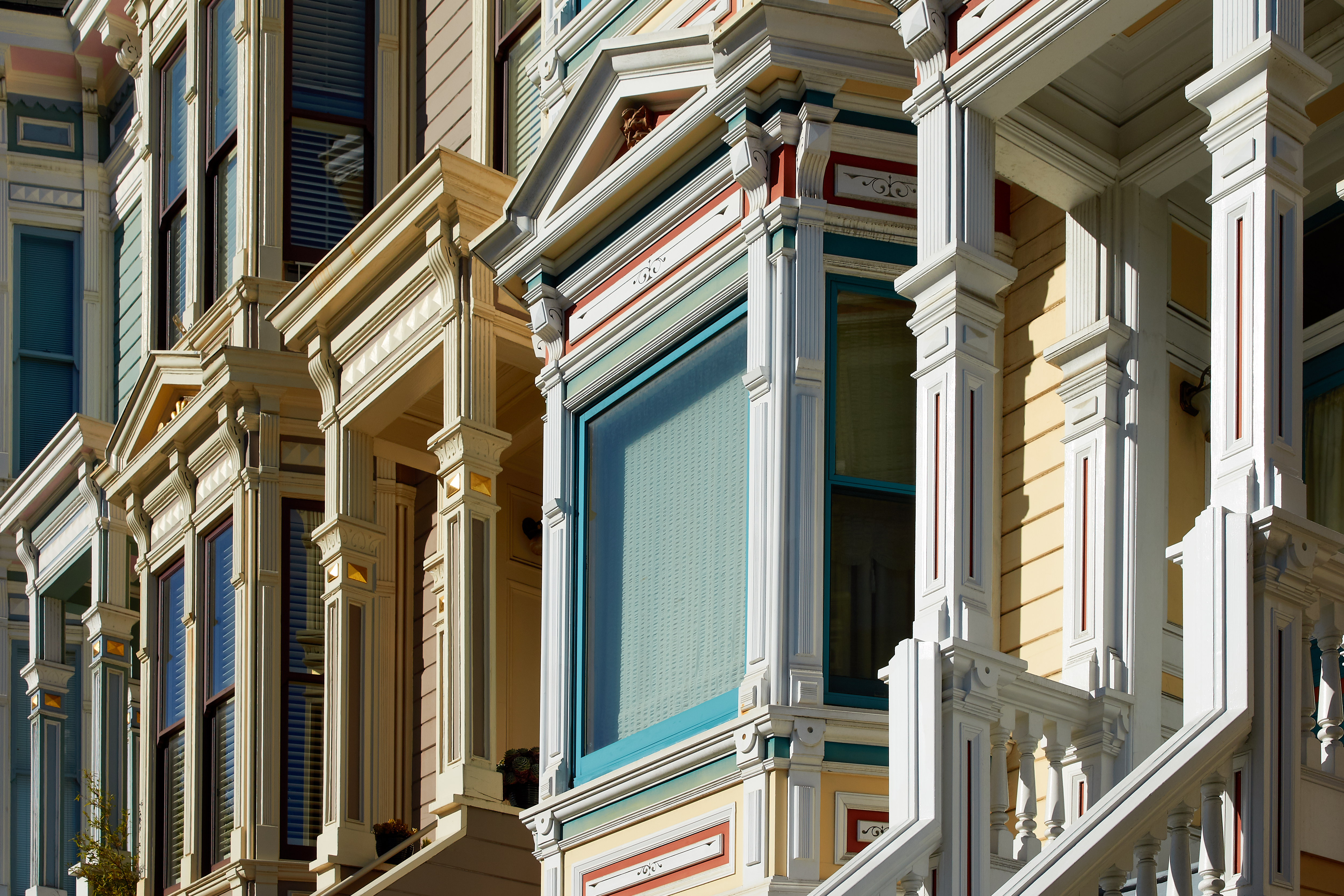
Viktorianische Wohnhausfassaden im Stick-Stil in San Francisco

Die Bezeichnung viktorianische Architektur stammt aus den anglophonen Ländern und beschreibt als übergreifende Bezeichnung die vorherrschenden Architekturstile im Viktorianischen Zeitalter, also die lange Zeit der Regentschaft der britischen Königin Victoria von 1837 bis 1901. Diese Strömung in der Architekturgeschichte trat auf dem europäischen Festland als Historismus in Erscheinung.

## Stile

### Romantische Periode (1820–1880)
1. Neoklassizismus, vergleiche Klassizismus
2. Neugotik
3. Italianate-Stil

### Im engeren Sinne (1860–1900)
1. Second Empire
2. Stick Style
3. Queen-Anne-Stil
4. Shingle Style
5. Richardsonian Romanesque, Romanesque Revival (schließt das Richardsonian-Revival mit ein)
6. Folk Victorian

### Sonstige
1. Edwardianische Architektur (britische Neobarock-Architektur der Edwardianischen Epoche und Nachfolger der Viktorianischen Architektur)
2. Renaissance Revival
3. Jakobethanische Architektur (Vorläufer des Queen-Anne-Stils)
4. Scottish Baronial
5. die britische Arts-and-Crafts-Bewegung
6. Painted Ladies
7. Neo-Grec

## Verbreitung

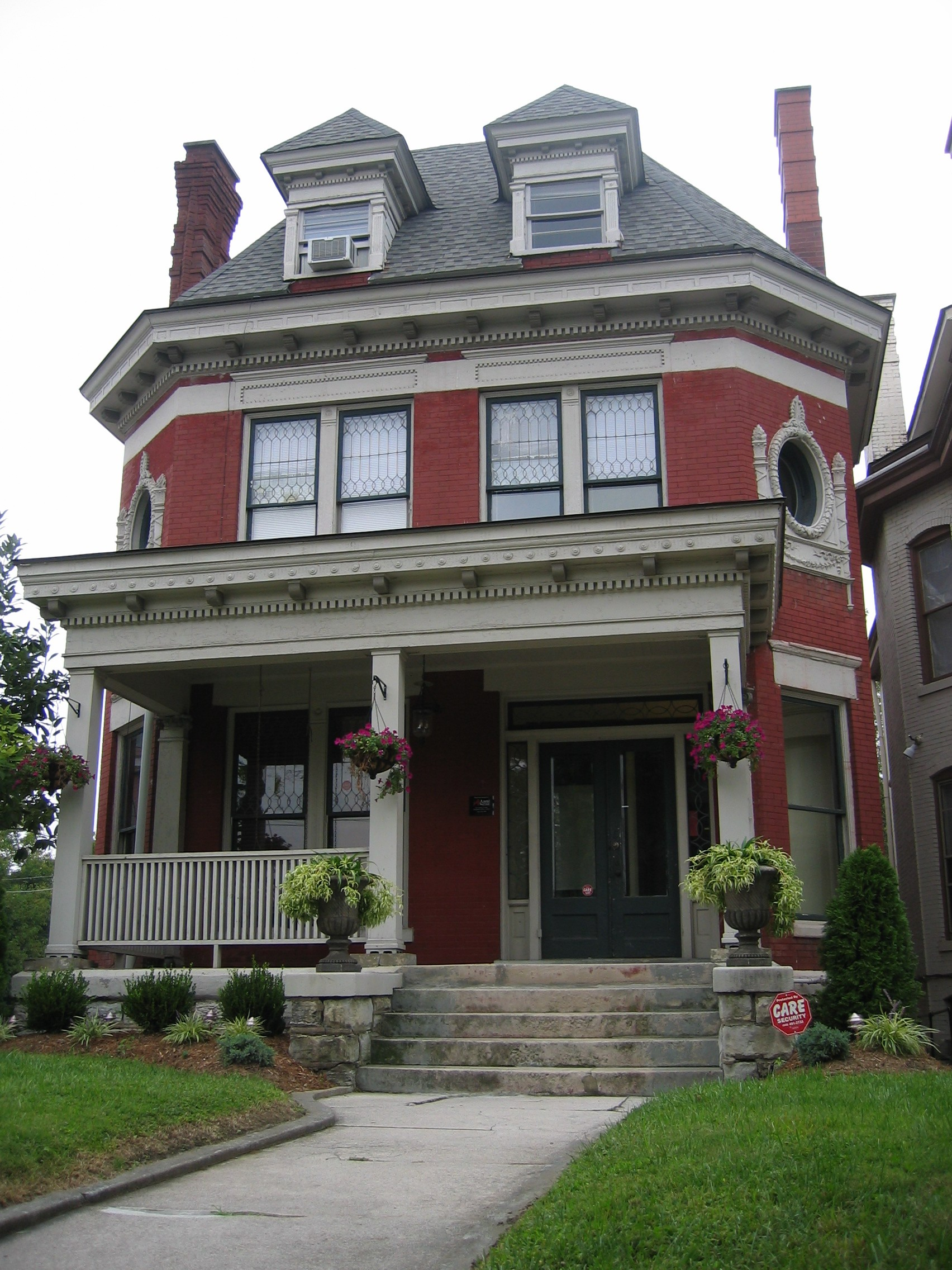
Typische Altstadt-Villa in Louisville

An der Westküste der USA wird zwischen verschiedenen Stilen der viktorianischen Architektur unterschieden. So gehören die ältesten Gebäude San Franciscos auf dem Telegraph Hill von 1850 zum Carpenter-Gothic-Stil, während sich in verschiedenen Städten der Westküste häufig viktorianische Häuser im Italianate-Stil und im Stick-Stil befinden.
Der Baustil prägt auch weite Teile der Ostküste der USA. Über den größten Bestand an viktorianischen Villen außerhalb Englands verfügt die Stadt Louisville, Kentucky. Auch in den ehemals britischen Kolonien fand der Baustil Anwendung. In Mumbai (früher: Bombay) wurden viktorianische Gebäudeensembles der Innenstadt in das Weltkulturerbe der UNESCO aufgenommen.
Auch in Australien ist der Stil verbreitet. Dort begann sie 1840 und endete 1890. Gestärkt wurde der Stil durch das dortige Bevölkerungswachstum in den 1880er Jahren.
In Irland baute man auch im viktorianischen Stil. Zum Beispiel in den Städten Dublin, Limerick und Cork.